# Дівоча вежа (Баку)
40°21′58.20″ пн. ш. 49°50′14.10″ сх. д. / 40.3661667° пн. ш. 49.8372500° сх. д.
Дівоча вежа (азерб. Qız Qalası) — давня фортечна споруда біля прибережної частини «Старого міста» Ічері Шехер. Є одним з найважливіших компонентів приморського «фасаду» Баку. Її суворий масив височіє в прибережній частині феодального міста — Фортеці або, Ічері Шехер. Вежа стоїть на скелі, частково облицьованій чисто тесаним каменем і захищеній фортечним муром з системою великих напівкруглих виступів, що піднімаються від підніжжя майже до самої вершини.

## Історія
Найменування пам'ятника «Гиз Галаси» — нерідке в тюркомовних областях — пов'язано з тим, що вежа ніколи не була захоплена ворогом.
Дата спорудження Дівочої вежі невідома. У верхню частину вежі праворуч від входу вмонтована кам'яна плита з дворядковим куфічним написом. Напис говорить: «губбе (купол, звід) Масуда ібн Давуда». Довгий час, виходячи з цього напису, вежу датували XII століттям. Але ця плита явно з'явилася на вежі пізніше, оскільки вона випадково і неакуратно вправлена у кладку, не над головним входом, а десь збоку, на висоті 14 метрів від землі. Швидше за все, це надгробна плита, якою під час ремонту заклали вікно у вежі, або ж ім'я майстра, що ремонтував споруду. При огляді можна помітити, що на цьому місці була квадратна ніша або вікно. Після установки плити у верхню частину ніші був вставлений випадковий камінь, а зазори закладені розчином, який не використовувався при будівництві. Те, що на місці плити розташовувалося вікно, побічно підтверджується і його розташуванням — ніша розташовувалася майже на одному рівні з головним вікном вежі, але на протилежній від нього стороні.
Вежа будувалася в два етапи. Перший ймовірно відноситься до доісламської ери, а напис належить до пізнішого часу, очевидно, XII століття.

### Маяк
В XVIII-XIX століттях Дівоча вежа використовувалася як маяк. Маяк почав світити 13 червня 1858 року, а до цього на ній піднімався фортечний прапор. Пізніше, зі зростанням міста, вогні маяка на вежі стали зливатися з нічними вогнями міста і в 1907 році маяк був перенесений на острів Наргін. Вежа неодноразово реставрувалася. Під час ремонту, проведеного в середині XIX століття російським військовим відомством, з вершини вежі зникли машікулі (зубці), що служили для оборони. Останній раз вежа реставрувалася в 1960-х роках. В 1964 році Дівоча вежа стала музеєм, а з 2000 року включена до списку об'єктів Світової спадщини ЮНЕСКО.

## Зображення

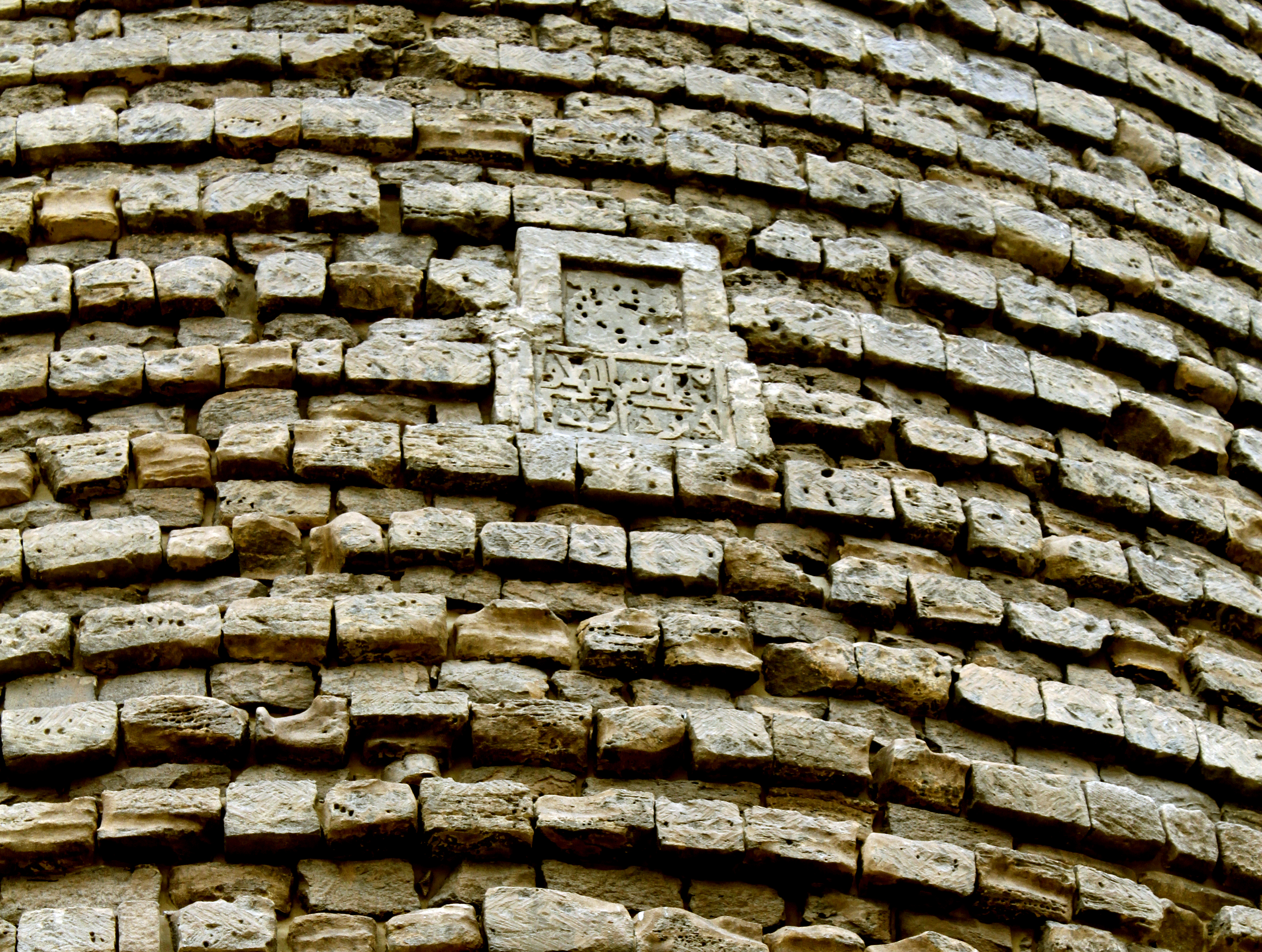
Текстура
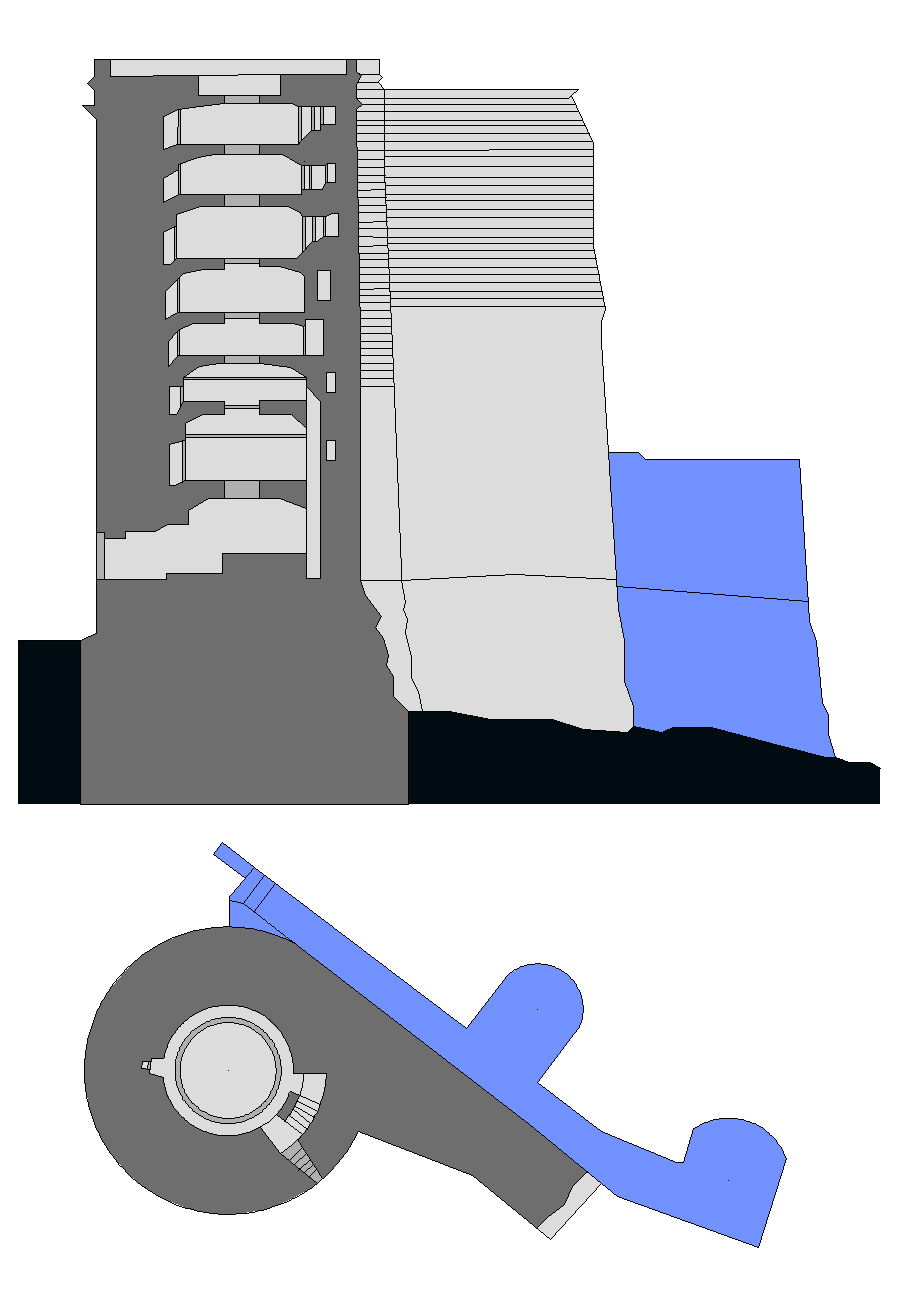
План